# Pola Oloixarac

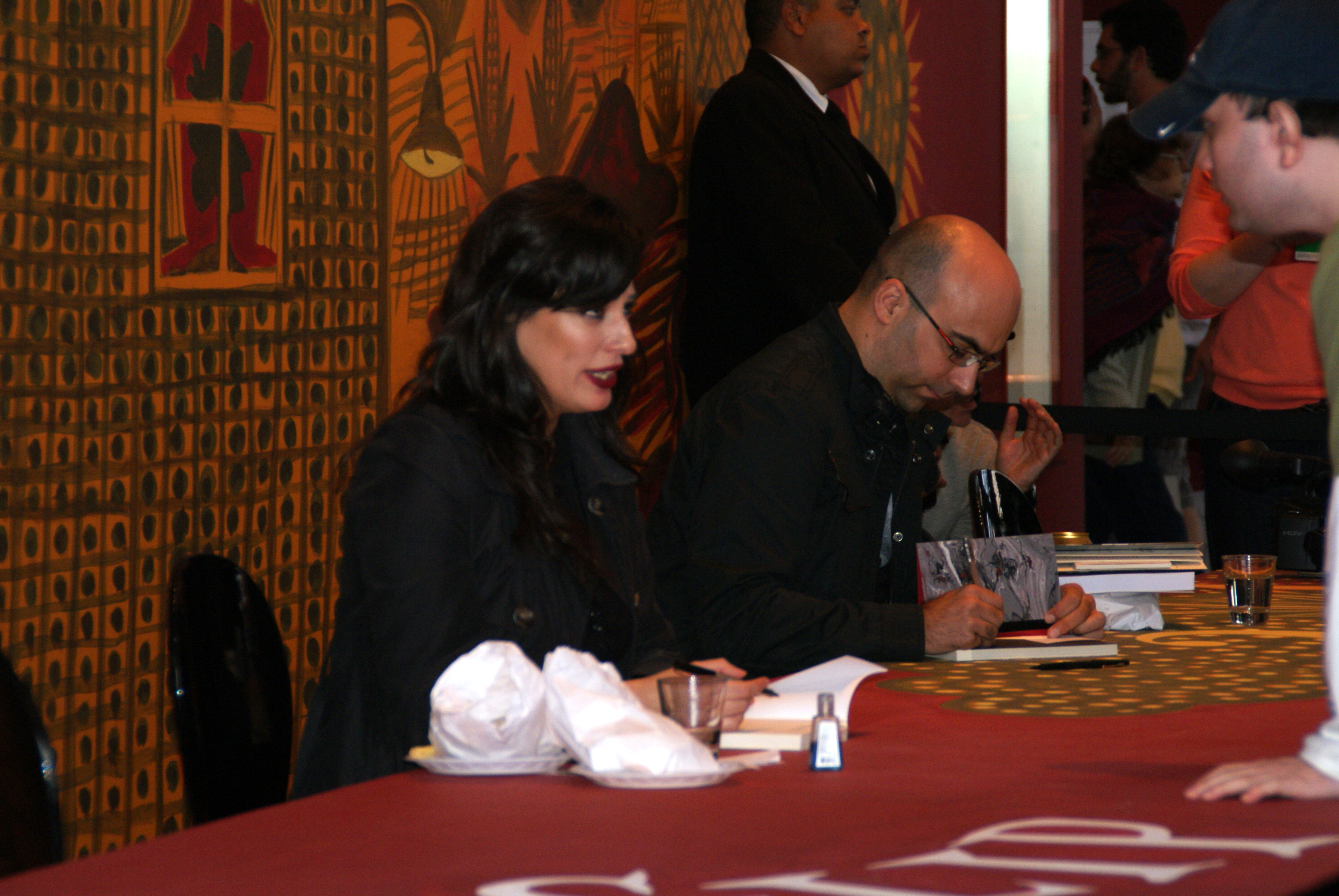

Pola Oloixarac (Buenos Aires, 13 de setembro de 1977) é uma escritora, filósofa, jornalista e tradutora argentina.
Seu primeiro romance, Las teorías salvajes (no Brasil, As teorias selvagens) foi traduzido para o inglês, francês, holandês e finlandês.
Escreveu o libreto da ópera Hércules en el Mato Grosso, encenada em Buenos Aires em 2014, com música de Esteban Insinger. É editora da revista eletrônica The Buenos Aires Review.

## Obras
- 2008 - Las teorías salvajes
- 2014: Hércules en el Mato Grosso
- 2015: Las constelaciones oscuras
- 2019: Mona
- 2023: Galería de celebridades argentinas
- 2024: Bad hombre, Random House